# Gerhard Hopp

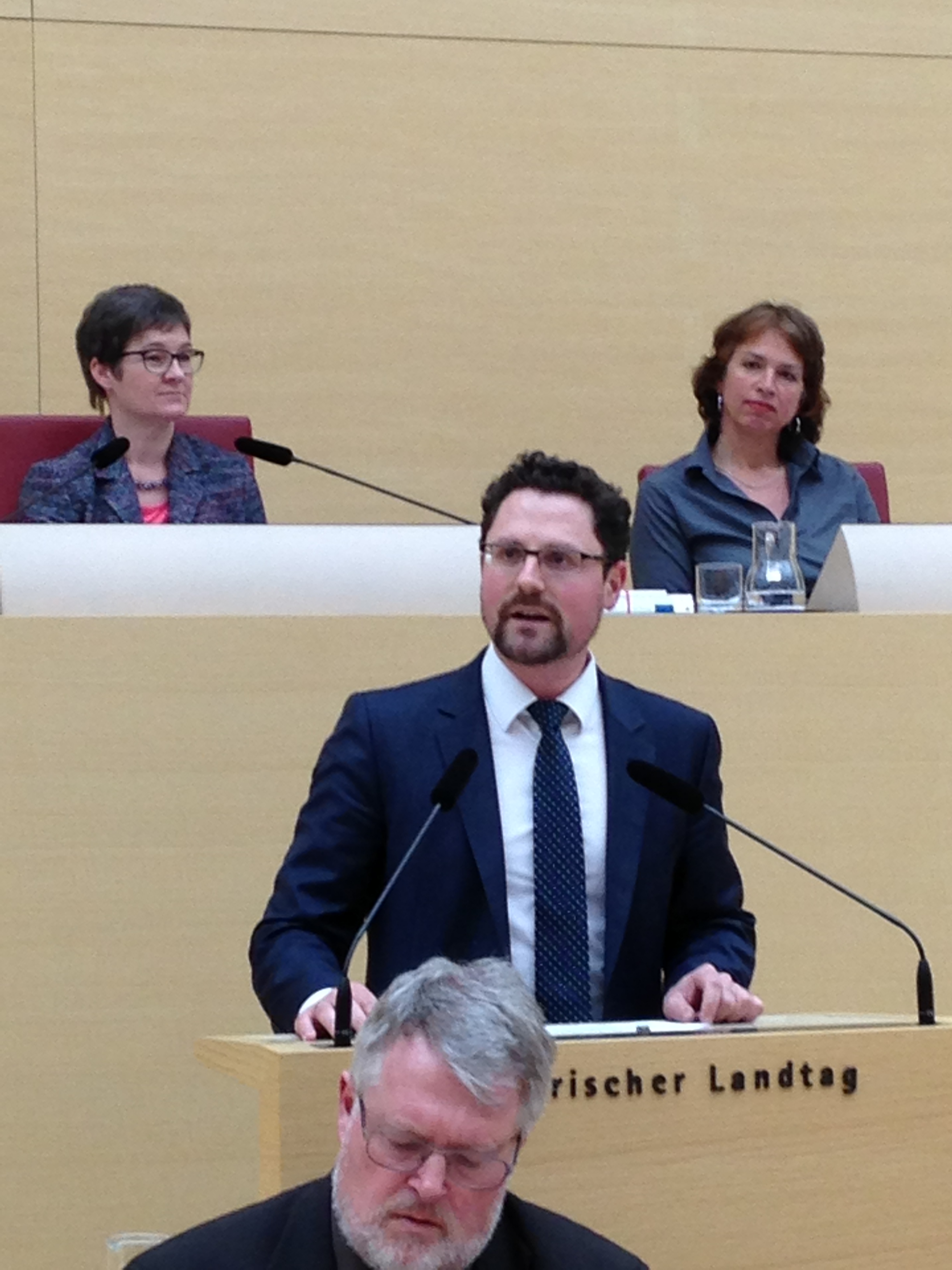
Gerhard Hopp im Bayerischen Landtag (2014)

Gerhard Hopp (* 13. Februar 1981 in Cham) ist ein deutscher Politiker (CSU) und Mitglied des Bayerischen Landtags.

## Studium und Berufstätigkeit
Hopp studierte Politologie, Amerikanistik, und Geschichte und Ost-West-Studien in Regensburg und Brünn mit Abschlüssen 2005 (B.A.), 2007 (M.A.) und 2008 (M.A.). 2005 absolvierte er die studienbegleitende Ausbildung „Bohemicum“. Er wurde 2010 in Regensburg mit einer Arbeit zum Verhältnis von CSU und Sudetendeutscher Landsmannschaft promoviert. In der Parteienforschung machte er mit mehreren Veröffentlichungen zur Entwicklung der Volkspartei CSU auf sich aufmerksam. Beruflich war er nach mehreren Stationen während des Studiums im Bereich von Politik und Medien in der Unternehmens- und Kommunikationsberatung und am Lehrstuhl für Vergleichende Politikwissenschaften der Universität Regensburg tätig. Anschließend war er Büroleiter des Staatssekretärs im Bayerischen Staatsministerium für Arbeit und Soziales Markus Sackmann und des Bundestagsabgeordneten Karl Holmeier. 2013 wechselte er zum Luft- und Raumfahrtkonzern EADS als Büroleiter des Vorsitzenden des Gesamtbetriebsrates.

## In der Politik und im öffentlichen Leben
Gerhard Hopp war von 2005 bis 2013 stellvertretender Vorsitzender des oberpfälzer Bezirksverbandes der Jungen Union und von 2011 bis 2017 Mitglied im JU-Landesvorstand.
Bei der Landtagswahl 2013 gewann Hopp für die CSU das Direktmandat im Stimmkreis Cham. 2018 und 2023 gewann er das Direktmandat erneut. Hopp war im Bayerischen Landtag bis 2022 Mitglied im Haushaltsausschuss, zuvor war er im Landwirtschafts-, Sozial- sowie im Wissenschaftsausschuss tätig. 2021 übernahm er zudem einen Sitz im Europaausschuss. 2022 wurde er zum Vorsitzenden des hier zuständigen AK der CSU-Landtagsfraktion und zum stellvertretenden Vorsitzenden des Ausschusses für Bundes- und Europaangelegenheiten des Landtages gewählt. Er wurde nach 2013 auch 2018 erneut in den Medienrat der Bayerischen Landeszentrale für neue Medien entsandt. Dort war er von 2017 bis 2022 stellvertretender Vorsitzender des Medienkompetenzausschusses.
2013 wurde er jugendpolitischer Sprecher der CSU-Landtagsfraktion, was er bis 2018 ausübte, bevor er den Vorsitz der Jungen Gruppe übernahm. Die Funktion gab Hopp im April 2021 altersbedingt ab. 2018 wurde Hopp in das Präsidium des Bayerischen Landtages gewählt.
Hopp war bis 2019 Beirat des Hauses der Bayerischen Geschichte, der Hochschule für Politik HfP und im Kuratorium der Universität Regensburg. Er ist stellvertretender Vorsitzender des Bildungsvereins „Arbeitsgemeinschaft demokratischer Kreise ADK e.V.“. Seine politischen Schwerpunkte liegen in der Entwicklung der ländlichen Räume, der Europapolitik und der demografischen Entwicklung sowie der Fortentwicklung der bayerisch-tschechischen Beziehungen. Gemeinsam mit dem Europaabgeordneten Christian Doleschal legte Hopp 2021 einen 12-Punkte-Plan vor, mit dem die grenzüberschreitende Zusammenarbeit gestärkt werden soll.
2018 übernahm Hopp zudem den Vorsitz des Bayerischen Bibliotheksverbandes von Wissenschaftsminister Bernd Sibler. Das Amt gab er 2022 ab. 2020 wurde er Präsident des Karl-Klostermann-Vereins und 2021 Vorsitzender der Europa Union im Landkreis Cham. Seit 2022 ist Hopp Präsident der Partnerschaft der Parlamente PdP, in welcher die Landesparlamente Deutschlands, Österreichs und der Schweiz die Beziehungen zu den US-amerikanischen Staatsparlamenten pflegen.
In der CSU war Hopp von 2014 bis 2022 stellvertretender Vorsitzender des virtuellen Verbandes CSUnet. Seit 2022 ist er CSU-Kreisvorsitzender. Darüber hinaus wurde er in die CSU-Grundsatzkommission und die CSU-Reformkommission berufen. 2022 wurde er mit der Leitung der CSU-Grundsatzkommission und der Erarbeitung des CSU-Grundsatzprogrammes betraut.
Kommunalpolitisch ist er seit 2014 Mitglied des Kreistages im Landkreis Cham.

## Veröffentlichungen
Neben seiner Promotion im Feld der deutsch-tschechischen Beziehungen publizierte Hopp insbesondere im Bereich der Politik- und Parteienforschung mit Schwerpunkt auf die Entwicklung der Volkspartei CSU. Darüber hinaus veröffentlichte er 2021 mit „Die Akte Schleißheim“ einen Roman, der Krimispannung mit Einblicken in die politischen Abläufe im Bayerischen Landtag kombinierte. 2022 folgte mit „Maximilianeum“ ein zweiter Band.
- Machtfaktor auch ohne Machtbasis? Die Sudetendeutsche Landsmannschaft und die CSU. VS, Wiesbaden 2010, ISBN 978-3-531-17559-1 (zugl. Dissertation, Universität Regensburg 2010).
- (als Herausgeber mit Martin Sebaldt und Benjamin Zeitler:) Die CSU. Strukturwandel, Modernisierung und Herausforderungen einer Volkspartei. VS, Wiesbaden 2010, ISBN 978-3-531-17275-0.
- (als Herausgeber mit Martin Sebaldt und Benjamin Zeitler:) Christlich-Soziale Union. Politisches Kapital und zentrale Herausforderungen im 21. Jahrhundert, Springer VS, Wiesbaden 2020, ISBN 978-3-658-30731-8.
- Die Akte Schleißheim. Emons Verlag, Köln 2021, ISBN 978-3-7408-1128-0.
- Maximilianeum. Emons Verlag, Köln 2022, ISBN 978-3-7408-1458-8.